# 斯莫特里奇
48°56′49″N 26°33′37″E / 48.94694°N 26.56028°E

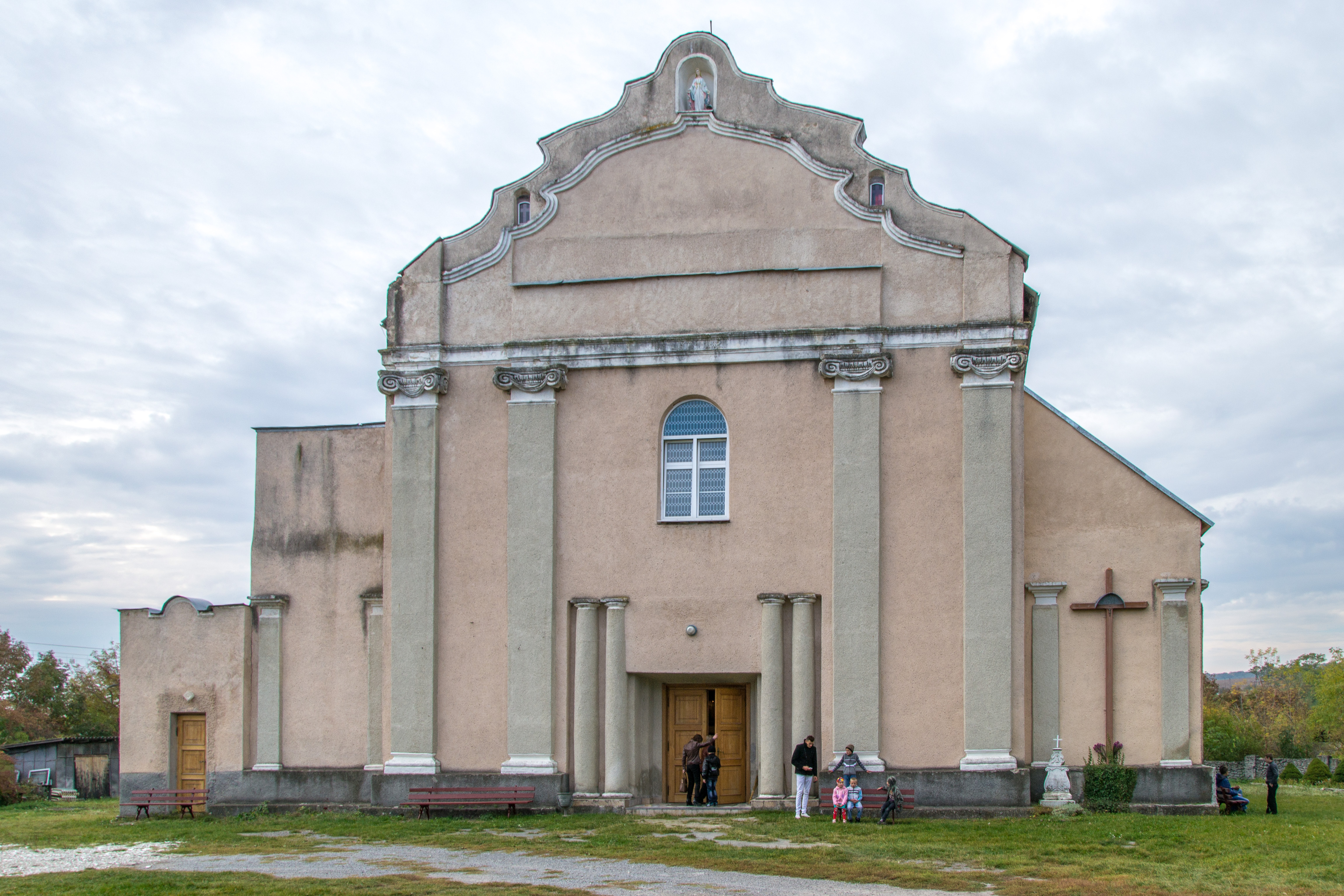
教堂

斯莫特里奇（烏克蘭語：Смотрич），或译为斯莫特雷奇，是烏克蘭西部赫梅利尼茨基州卡緬涅茨-波多利斯基區斯莫特里奇市镇内的市級鎮及其行政中心。始建於十四世紀，面積5.02平方公里，海拔高度240米，2011年人口1,912，人口密度每平方公里380.88人。